# Сучжоу (річка)
Сучжоу (кит.: 苏州河) — річка у Китаї, протікає через Шанхай.
Сучжоу витікає з озера Тай. Довжина річки становить 125 км, з них 54 протікає через муніципалітет Шанхай і 24 км через Пусі. Сучжоу впадає в річку Хуанпу у північній частині набережної Вайтань.
Річка відігравала велику роль в історії міста. Після підписання Нанкінського договору у 1842 році Шанхай став великим міжнародним портом. По річці Сучжоу пролягав кордон між Британською концесією та Американським сеттлментом. В 1930-х роках понад Сучжоу розташовувалися фабрики та заводи, також в неї зливалися стічні води, що призвело в майбутньому до забруднення річки.